# EBML
EBML (англ. Extensible Binary Meta Language — расширяемый бинарный метаязык) — двоичный формат файлов, при создании которого стояла задача создать аналог XML для двоичных данных. Изначально был создан для мультимедиа-контейнера Matroska, используется в WebM.
Важной особенностью формата является наличие «значений по умолчанию» для многих элементов, это позволяет создавать файл без детального описания всех (повторяющихся из файла в файл) параметров.

## Типы данных
- Signed Integer — знаковое целое, порядок байт big-endian, произвольного размера от 1 до 8 байт.
- Unsigned Integer — беззнаковое целое, порядок байт big-endian, произвольного размера от 1 до 8 байт.
- Float — число с плавающей запятой, порядок байт big-endian, размер 4 или 8 байт.
- String — текстовая строка в формате ASCII (символы ASCII, с кодами от 32 до 127). Наличие завершающего нуля опционально и зависит от требований парсера.
- UTF-8 — строка Unicode в формате UTF-8. Наличие завершающего нуля опционально и зависит от требований парсера.
- Date — время в наносекундах, знаковое целое, 64 бита. 0 означает начало третьего тысячелетия 01.01.2001 00:00:00,000000000 UTC.
- master-element — контейнер для других EBML-элементов (более низкого уровня).
- Binary — данные, не интерпретируемые парсером.

## Числа переменного размера
Одной из особенностей формата являются числа переменного размера. Кодирование числа осуществляется подобно кодированию символов в кодировке UTF-8, размер числа определяется количеством нулевых бит (точнее, положением первого ненулевого бита). Максимальное число вычисляется как 2количество битов-2.
| 1        | 2        | 3        | 4        | 5        | 6        | 7        | 8        | битов | кодируемый диапазон   |
| -------- | -------- | -------- | -------- | -------- | -------- | -------- | -------- | ----- | --------------------- |
| 1××××××× |          |          |          |          |          |          |          | 7     | [0;126]               |
| 01×××××× | ×××××××× |          |          |          |          |          |          | 14    | [0;16382]             |
| 001××××× | ×××××××× | ×××××××× |          |          |          |          |          | 21    | [0;2097150]           |
| 0001×××× | ×××××××× | ×××××××× | ×××××××× |          |          |          |          | 28    | [0;268435454]         |
| 00001××× | ×××××××× | ×××××××× | ×××××××× | ×××××××× |          |          |          | 35    | [0;34359738366]       |
| 000001×× | ×××××××× | ×××××××× | ×××××××× | ×××××××× | ×××××××× |          |          | 42    | [0;4398046511102]     |
| 0000001× | ×××××××× | ×××××××× | ×××××××× | ×××××××× | ×××××××× | ×××××××× |          | 49    | [0;562949953421310]   |
| 00000001 | ×××××××× | ×××××××× | ×××××××× | ×××××××× | ×××××××× | ×××××××× | ×××××××× | 56    | [0;72057594037927934] |